# Попса (песня)
«Попса» — песня группы «Бригадный подряд» из альбома «Насилие И Sex». Получила широкую известность в исполнении проекта Рок-группа, вошла в записанный в 2003 году одноимённый альбом. Композитором является Юрий Соболев, автором текста — Антон Соя.

## История
Была написана гитаристом группы «Бригадный подряд» Юрием Соболевым на слова Антона Соя и записана Соболевым и вокалистом группы А. Конвисером в 2002 году в домашней студии вместе с другими песнями альбома «Насилие И Sex» (Соболев считал альбом авторским и вскоре после записи покинул группу). На фоне прочих песен альбома отличалась мрачностью («всего единожды „подрядчики“ убрали с лица улыбки и… презрительно харкнули песней „Попса“»).
В 2003 году по инициативе директора группы «Кукрыниксы» Игоря «Панкера» Гудкова (возможно, идея принадлежала Антону Соя) песню решено было использовать в качестве рок-манифеста: «Давно уже не было манифестов, потому что „Все это рок-н-ролл“ 10-летней давности — это уже время старое… <…> Вот и решили все собраться и сделать что-то подобное, поскольку по поводу „попсы“ у всех уже в душе нагорело и накипело — нужно с ней бороться и „давать джазу“!» Песня была записана на студии «ДДТ», при этом для исполнения удалось привлечь лидеров известных рок-групп Санкт-Петербурга (Юрий Шевчук (ДДТ), Илья Черт (Пилот), Князь и Горшок (Король и Шут), Александр Чернецкий (Разные люди), Алексей Горшенев (Кукрыниксы) и др.). Запись была взята в ротацию на «Нашем радио» и больше месяца возглавляла хит-парад «Чартова дюжина». Песня вызвала значительный резонанс и, по замечанию А. Бурлаки, «вывела на новый виток идеологическое противостояние честного искусства и полукриминальной московской эстрады». В частности, музкритик А. К. Троицкий резко отрицательно отозвался как о качестве песни, так и об указанном противостоянии, считая его бессмысленным. Исполнители песни, комментируя обвинения в конфронтации, отмечали, что под «попсой» не подразумевались конкретные представители эстрады: «это такое продешевое, похотливое явление, которое играет на низменных инстинктах людей…, которое создается только для того, чтобы продаваться! То есть во главу угла поставлены деньги! Поэтому „попса“ существует не только в поп-музыке, но и среди рокеров».
В связи с популярностью песни было принято решение о создании проекта, получившего название «Рок-группа». Под этим именем был выпущен альбом «Попса», где присутствовало несколько версий одноимённой песни. Песня была исполнена вживую в ноябре 2003 года группой «ДДТ» совместно с некоторыми участниками студийной записи на концерте в СК «Олимпийский».

## Награды
- Песня заняла 8 место в итоговой «Чартовой Дюжине» 2003 года.